# Сельское поселение Кузнецовское (Павлово-Посадский район)
Се́льское поселе́ние Кузнецо́вское — упразднённое в 2017 году муниципальное образование (сельское поселение) упразднённого Павлово-Посадского муниципального района Московской области.
Административный центр — деревня Кузнецы.
Глава сельского поселения — Скрыжова Ольга Георгиевна. Председатель совета депутатов — Кукушкин Денис Николаевич.

## Население
| 2006  | 2007  | 2008  | 2009  | 2010  | 2011  |
| ----- | ----- | ----- | ----- | ----- | ----- |
| 2456  | ↘2384 | ↘2376 | ↘2369 | ↗2798 | ↗2823 |
| 2012  | 2013  | 2014  | 2015  | 2016  | 2017  |
| →2823 | ↗2853 | ↘2838 | ↗2852 | ↘2818 | ↘2767 |

## Состав поселения
В границе сельского поселения находятся 11 деревень:
| Вид     | Наименование | Население, 2010 чел. |
| ------- | ------------ | -------------------- |
| деревня | Алексеево    | 117                  |
| деревня | Борисово     | 87                   |
| деревня | Васютино     | 447                  |
| деревня | Гаврино      | 110                  |
| деревня | Грибанино    | 79                   |
| деревня | Дальняя      | 161                  |
| деревня | Заозерье     | 77                   |
| деревня | Кузнецы      | 1318                 |
| деревня | Михалёво     | 39                   |
| деревня | Носырево     | 37                   |
| деревня | Тарасово     | 326                  |

Площадь территории поселения составляет 17 028 гектаров.